# Chơi ngải
Chơi ngải (tiếng Thái: คนเล่นของ hay Khon len khong) là một bộ phim điện ảnh kinh dị Thái Lan 2004 của đạo diễn Tanit Jitnukul. Phần tiếp theo của gồm Chơi ngải 2 (2005) và Chơi ngải 3 (2008).

## Phân vai
- Arisa Wills vai Nan
- Supakson Chaimongkol vai Boom
- Krongthong Rachatawan vai Kamala
- Tin Settachoke vai Prathan
- Somchai Satuthum vai Danai
- Isara Ochakul vai Ruj
- Nirut Sutchart vai Neng
- Krittayod Thimnate vai Bon

## Phản hồi
Chơi ngải ra mắt vào ngày 17 tháng 6 năm 2004, và đứng vị trí thứ tư trong tuần đầu chỉ sau Around the World in 80 Days, Harry Potter và tên tù nhân ngục Azkaban và The Punisher. Ở tuần hai và ba vẫn giữ vị trí thứ tư và bước sang tuần thứ tư đứng vị trí thứ năm trên bảng xếp hạng phòng vé.